# Take It Off (Kesha)
Take It Off è un brano musicale della cantautrice Kesha, incluso nell'album di esordio Animal ed estratto come quarto singolo promozionale. È stato pubblicato il 13 luglio 2010 dall'etichetta discografica RCA e scritto dalla stessa Kesha, Lukasz Gottwald e Claude Kelly e prodotto da Dr. Luke. 
La canzone è ampiamente basata sulla celebre melodia araba, e più precisamente, nella versione utilizzata nell'opera del 1893 The Streets of Cairo or the Poor Little Country Maid dello showman statunitense Sol Bloom, messa poi sotto copyright dal compositore irlandese James Thornton nel 1895. 
Il brano è entrato nelle classifiche di Stati Uniti, Canada e Regno Unito prima di essere annunciato come singolo, grazie alle forti vendite digitali dell'album Animal. Escludendo queste apparizioni promozionali, subito dopo la pubblicazione ufficiale, ha fatto il suo ingresso tra le prime venti posizioni di Australia, Irlanda, Nuova Zelanda e Stati Uniti. È stato certificato disco di platino negli Stati Uniti per aver venduto più di un milione di copie il 23 settembre 2010.
Il video ufficiale è stato presentato su VEVO il 3 agosto 2010. È diretto da Paul Hunter e Dori Oskowitz.
Il 7 ottobre 2010 viene pubblicato sul canale YouTube di Kesha una versione alternativa del video, non ufficiale, chiamata Take It Off (K$ n' Friends), in cui la cantante canta e balla insieme ai suoi amici che vediamo trasformarsi in animali. In questa versione del video, inoltre, Kesha si scontra in un duello di ballo e canto contro il cantante androgino Jeffree Star.

## Tracce
Download digitale
1. Take It Off – 3:35

## Video musicale
Per Take it Off furono girati due differenti video, uno diretto da Paul Hunter, l'altro da SKINNY.

### Prima versione
La versione originale del video musicale fu pubblicata su VEVO il 10 agosto 2010. Il video è stato diretto da Paul Hunter e Dori Oskowitz. Durante un'intervista Kesha ha rivelato la trama spiegando che nel video sarebbe comparsa con degli amici all'interno di un hotel su un altro pianeta, e che alla fine tutti si sarebbero dissolti in una "polvere stellare". Ha dichiarato inoltre un suo pensiero al riguardo, "Una volta perso tutto, le inibizioni, i vestiti, siamo tutti fatti alla stessa maniera." Ha poi spiegato che non voleva che il video fosse semplicemente una promozione, che il video non implicasse solo togliersi i vestiti e rotolarsi nel glitter, ma che parlasse anche di come perdere le inibizioni, e rimanere nudi e veri.
Il video comincia con delle inquadrature di Kesha su una motocicletta. Continua ad avanzare insieme a degli amici che la seguono, fino ad arrivare a un motel. Appena incomincia il ritornello, Kesha e i suoi amici cominciano a correre per il motel ballando e festeggiando. Gli amici si riuniscono attorno a una piscina vuota e incominciano a togliersi i vestiti a vicenda. Mentre tutto questo accade si evince che i personaggi siano di un altro pianeta. Ora Kesha si rotola nella sabbia. Lentamente i suoi amici incominciano a toglierle i vestiti di dosso, e cominciano a rotolarrsi in una sabbia glitter. Il gruppo incomincia a danzare all'interno della piscina e alcuni elementi cominciano a scoppiare, diventando polvere colorata. Il resto degli amici continua a festeggiare nella piscina, che ormai è coperta da polvere. Intanto alcune parti dei loro corpi esplodono tramutandosi in polvere. Il video finisce quando Kesha è l'ultima persona rimasta, e il suo corpo incomincia a trasformarsi in polvere.

### Seconda versione

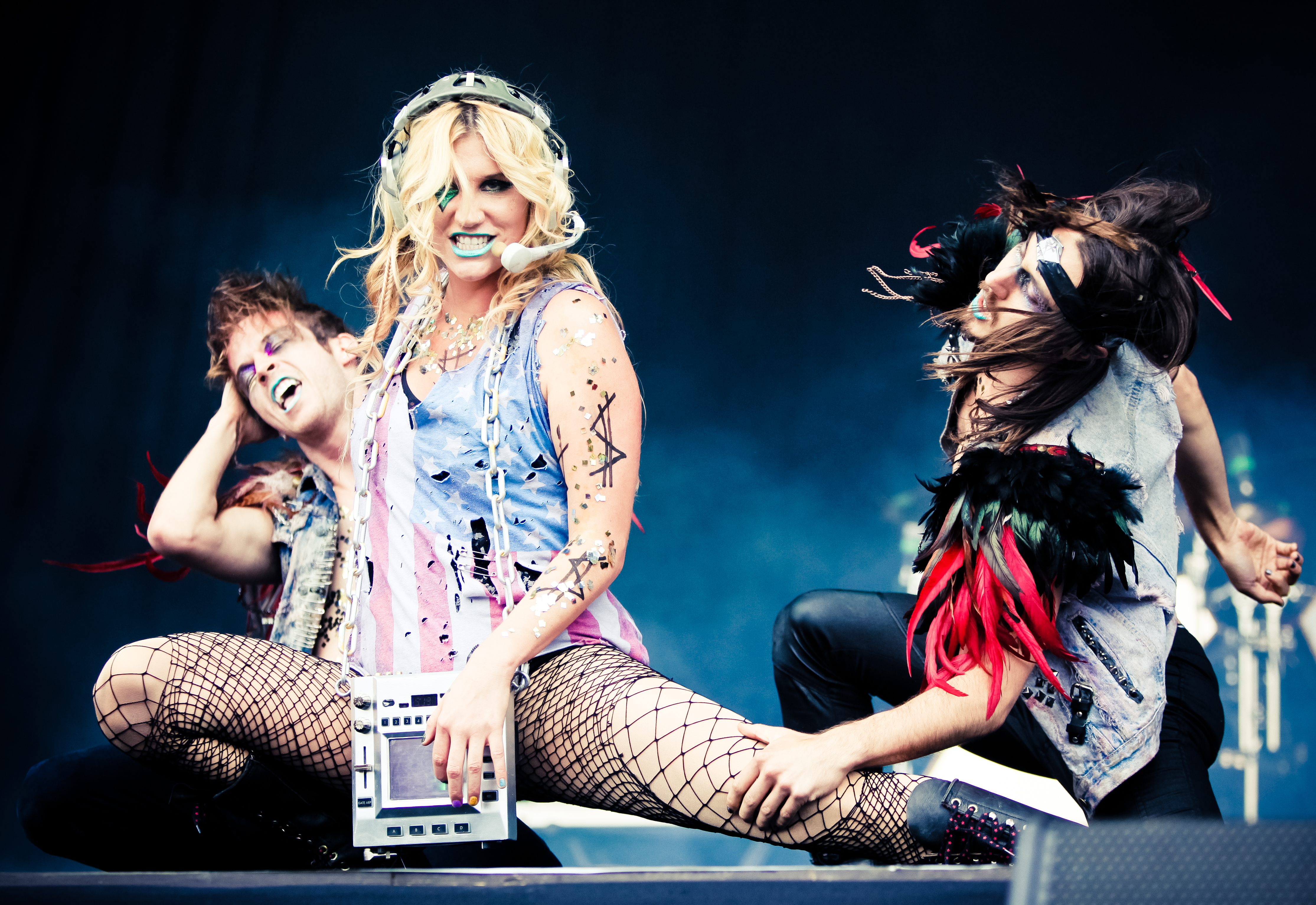
Kesha canta Take It Off durante il Get Sleazy Tour

Il secondo video fu pubblicato sull'account YouTube di Kesha. Ha svelato il suo nuovo video dicendo: "Heyy fans! Dunque, io e i miei amici ci annoiavamo un po', quindi abbiamo selezionato delle ispirazioni anni ottanta (Tron, David Bowie in Labyrinth, e La rivincita dei nerds) e abbiamo fatto questo nuovo video per Take It Off. È stato molto divertente. Spero che voi lo apprezziate". Il video fu diretto da SKINNY.
Il video comincia con una scena che vede protagonista un leopardo con gli occhi blu camminare in un vicolo. L'animale, tramutatosi in Kesha, cammina per il vicolo con due uomini che ne afferrano un altro. Kesha gli disegna il simbolo "$" sul petto, quindi i tre arrivano a una festa dove mostrano il simbolo del dollaro tatuato sul polso per poter entrare. Una volta entrati, ognuno incomincia a festeggiare, e le facce dei festaioli si trasformano in animali differenti gli uni dagli altri. Nella scena seguente, Kesha siede su una sedia con due uomini a fianco. Jeffree Star si avvicina a Kesha. Kesha e Star incominciano quindi una gara di ballo, poi Star colpisce Kesha con un raggio laser, ma lei lo evita grazie al suo bracciale, Kesha risponde quindi sparando un laser dalle sue mani, uccidendo Star. Il video si conclude con Kesha che beve un drink blu e torna a essere un leopardo.

## Classifiche
| Classifica (2010) | Posizione massima |
| ----------------- | ----------------- |
| Australia         | 5                 |
| Belgio (Fiandre)  | 22                |
| Belgio (Vallonia) | 22                |
| Canada            | 8                 |
| Danimarca         | 35                |
| Estonia           | 11                |
| Irlanda           | 12                |
| Nuova Zelanda     | 11                |
| Paesi Bassi       | 44                |
| Regno Unito       | 15                |
| Repubblica Ceca   | 6                 |
| Slovacchia        | 10                |
| Spagna            | 37                |
| Stati Uniti       | 8                 |
| Svezia            | 53                |
| Ungheria          | 1                 |